# Julius von Rom
Julius von Rom († um 190 in Rom) war ein christlicher Märtyrer und Heiliger.

Schädelreliquie des Julius von Rom im Stift Vorau

Der Überlieferung nach war Julius ein römischer Senator, der von dem Priester Rufinus getauft wurde und seinen Besitz an die Armen verteilte. Davon erfuhr der Kaiser Commodus, der Julius daraufhin dem Hauptmann Vitellius überantwortete. Vitellius ließ Julius in den Kerker werfen und ihn am dritten Tag zu Tode prügeln. Die Christen Eusebius, Pontianus, Peregrinus und Innocentius bestatteten den Leichnam des Julius an einem 19. August nahe der Via Aurelia. Der 19. August ist daher der Gedenktag des Heiligen.